# 皮爾甘傑烏帕齊拉 (朗布爾縣)
皮爾甘傑乌帕齐拉是孟加拉国朗布爾縣的一个乌帕齐拉，位於朗布爾专区的朗布爾縣。。

## 人口
據1991年孟加拉國人口普查，皮爾甘傑共有戶數101,640戶，人口303384人。其中男性佔比50.72%，女性佔比49.28%；成年人口154,333人。該地7歲以上人口之平均識字率為26.5%。